# Castelserás
Castelserás est une commune d’Espagne, située en Aragon. Elle appartient à la comarque de Bajo Aragón, dans la province de Teruel.

## Histoire

### Antiquité
Le site de peuplement le plus ancien se trouve au lieu-dit Los Pedreñales, où ont été retrouvés des ateliers de silex. Il s'agit alors d'une industrie d'abord macrolithique, puis microlithique à partir de la période néolithique.
Le premier Âge du Fer est représenté par le site de Monte Ardid, composé d'un village, entouré d'une petite muraille, fondé à la fin du XIe siècle av. J.-C., autour de l'an 1000, par les Sédétans, un peuple ibère qui occupe la moyenne vallée de l'Èbre autour de leur capitale, Sedeis (peut être l'actuelle Azaila) et liés aux Ilercavons et aux Ilergètes. La localité porte peut être le nom de Castel Zeras, le « château du Lion ». Des céramiques, avec une décoration d'incisions et peintes, témoignent de cette période.
Lors des conflits entre Romains et Carthaginois dans la péninsule, pendant de la deuxième guerre punique, à la fin du IIIe siècle av. J.-C., le site du Mas Blanco est le lieu d'une bataille. Un mausolée (ou un temple) monumental, découvert au Val del Agua Amarga, est peut-être construit en souvenir de cet événement.
Par la suite, la région est organisée. La ville porte alors le nom de Leonica. Au début de la guerre contre Pompée, en 49 avant J.-C., Jules César mène une campagne contre les troupes des légats pompéiens Lucius Afranius et Marcus Petreius à Lérida. Il passe par Castelserás pour y chercher des vivres, alors que son camp a été presque détruit par une crue du Sicoris, près duquel il l'avait établi.

### Moyen Âge
À l'époque wisigothique, le lieu est occupé. Des tombes, nombreuses sur les terrasses du río Guadalope témoignent de cette présence.
La domination arabo-musulmane commence au début du VIIIe siècle. Le site le plus peuplé se trouve alors probablement autour du site de Borgalmohada.
Durant la Reconquista, la région change plusieurs fois de mains. Elle est conquise une première fois par le roi d'Aragon Alphonse Ier en 1119, mais perdue peu après. À nouveau conquise en 1157 par le comte de Barcelone Raimond-Bérenger IV, époux de la reine Pétronille, la région est à nouveau perdue. En 1179, le roi d'Aragon Alphonse II conquiert définitivement la région. Les terres entre Alcañiz et Calanda, particulièrement l'actuel Castelserás et les villages voisins de Molinos et d'Alberite, sont confiées aux chevaliers de l'ordre militaire de Calatrava. Ils ont d'ailleurs une importante commanderie à Alcañiz. En 1278, ils fondent une commanderie mineure, qui devient le cœur du nouveau village de Castelserás. Afin d'en favoriser le peuplement, une charte de peuplement est octroyée. C'est de cette période que datent les premiers témoignages écrits sur Castelserás.
Aux XIVe et XVe siècles, le village est, avec Alcañiz, le centre de la seigneurie des Santapau, une puissante famille de la noblesse aragonaise, proche des rois d'Aragon. Le 2 octobre 1402, Castelserás est cependant réuni à Alcañiz et cesse d'être un village indépendant. Les dettes qu'avait contracté la population envers la Couronne d'Aragon et la pauvreté des habitants l'obligent à chercher l'appui d'un administrateur venu d'Alcañiz.

### Période moderne
À partir du XVe siècle, la population commence à croître et l'économie se développe. Celle-ci est essentiellement rurale, tournée vers l'élevage, qui profite des zones de pâturages et des sources. Le moulin à huile de la Villa devient également une source de développement. À la fin du XVIIe siècle, Castelserás obtient de retrouver son indépendance, quoiqu'elle ne se réalise pas avant 1750. Au XVIIIe siècle, le village poursuit son développement : le pont est restauré, tandis qu'une nouvelle église paroissiale est élevée pour remplacer un sanctuaire devenu trop petit. Le commerce du bois, en direction d'Alcañiz, se développe, profitant du cours du río Guadalope.

### Époque contemporaine
Durant les guerres carlistes, Castelserás devient un lieu de passage important pour les troupes qui cherchent à attaquer Alcañiz. Durant la première guerre carliste, le 15 octobre 1835, les troupes carlistes du général Ramon Cabrera brûlent l'ermitage du Calvaire et l'église paroissiale, et détruisent une partie de son clocher. Durant la troisième guerre carliste, le 13 août 1874, l'infant Alphonse occupe Castelserás, alors qu'il prépare une attaque sur Alcañiz.
Quand la guerre civile se déclenche, en août 1936, Castelserás reste du côté républicain. Les monuments religieux souffrent d'ailleurs de la répression anticléricale des premiers mois. Le 1er août, 32 personnes sont exécutées par les anarchistes et enterrées dans le cimetière du village. Les milices anarchistes sont établies à Alcañiz et le village est dirigé par un Comité révolutionnaire (Comité Revolucionario en espagnol). La réforme agraire touche le village, comme le reste des campagnes aragonaises sous l'autorité du Conseil de défense d'Aragon. En juin 1937, le Comité de Castelserás émet même sa propre monnaie. Mais au début du mois de mars 1938, le Front d'Aragon est rompu par les troupes nationalistes à Belchite et Montalbán, qui avancent jusqu'à Alcañiz. Le général républicain, qui commande la 11e division de l'armée républicaine, organise une ligne de défense entre Valdealgorfa, Castelserás, La Codoñera et Torrevelilla. Malgré tout, Castelserás est occupé le 16 mars par les nationalistes, tandis que la répression frappe la population et que certains fuient, principalement en direction de la Catalogne. Durant les mois qui suivent, d'autres habitants, jugés par des conseils militaires nationalistes, sont exécutés à Saragosse.
Pendant la Transition démocratique, Castelserás élit un premier maire issu de l'UCD. En 1999, à la suite de la loi sur les comarques initiée par le gouvernement aragonais, le village est intégré à la comarque du Bajo Aragón. En 2017, après la rétrocession par l'état d'un immeuble au gouvernement aragonais, on découvre que celui-ci est encore utilisé par des phalangistes, nostalgiques de la période franquiste. Un conflit s'ouvre entre ces derniers et le nouveau maire socialiste de la commune. Ils en sont finalement expulsés en septembre 2017.

## Lieux et monuments

### Architecture religieuse

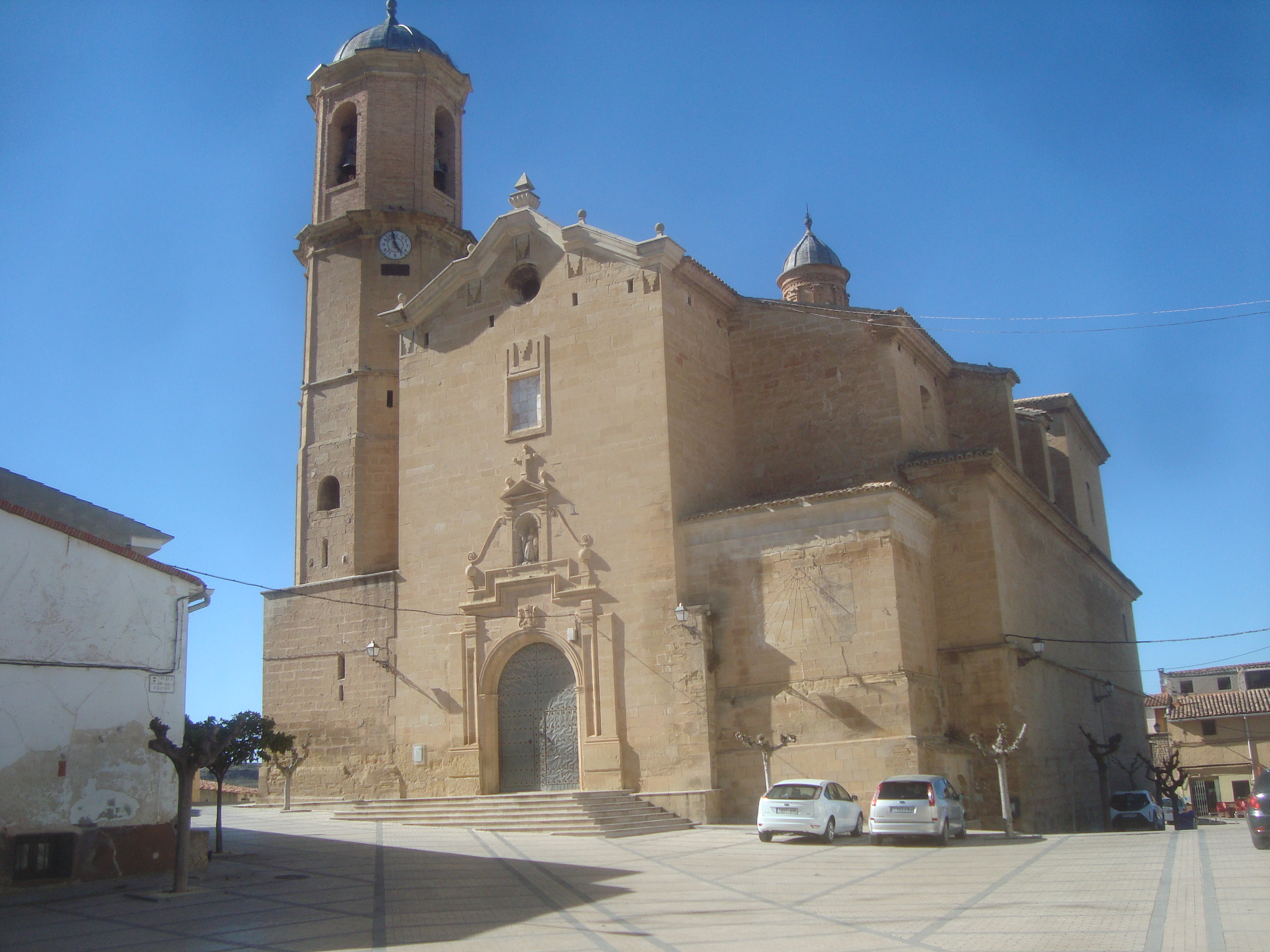
L'église de la Naissance de la Vierge.

L'église paroissiale, dédiée à la Naissance de la Vierge (Natividad de la Virgen en espagnol) est un édifice de style baroque, construit au début du XVIIIe siècle. Il remplace un sanctuaire plus ancien et plus petit, construit dans le style gothique. Son plan adopte la forme d'un salón ou d'une église-halle, de dimensions considérables, comportant trois nefs d'égale hauteur. Une tour-lanterne coiffe le transept. L'intérieur a souffert de destructions aux XIXe et XXe siècles, lors des guerres carlistes, puis de la guerre civile.
Les retables de bois ont été détruits lors des guerres carlistes. Le retable majeur actuel est composé de trois parties. Il représente l'Assomption de la Vierge au centre, et les quatre évangélistes sur les côtés.
L'ermitage Sainte-Barbara (Ermita de Santa Bárbara en espagnol) est un édifice d'une grande simplicité. Il ne compte qu'une nef et ses murs sont en pierres assemblées sans mortier. Un portique de trois arcs en protègent l'entrée.

### Architecture civile

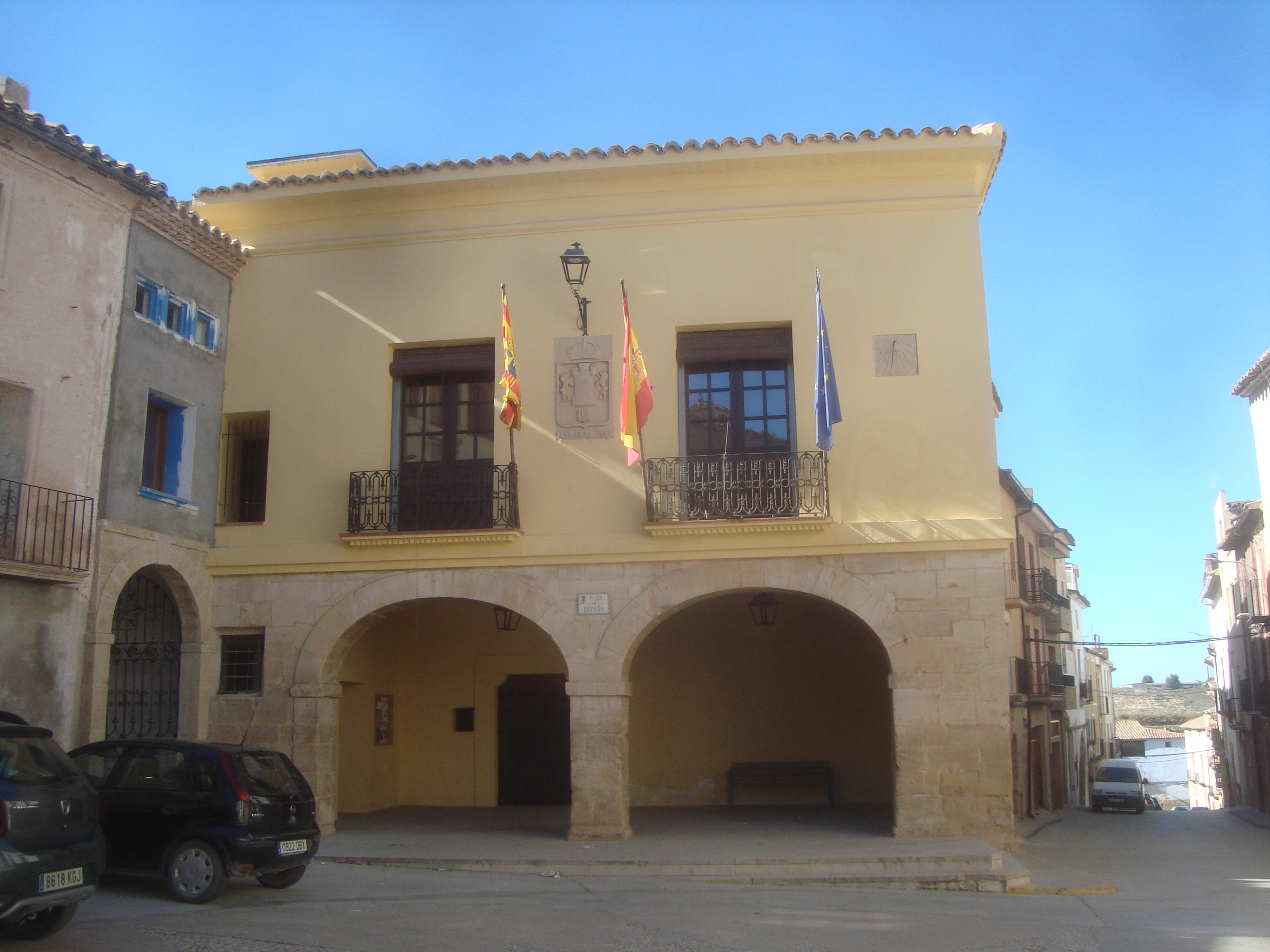
Castelserás (Teruel).

La mairie (Casa de la Villa en espagnol) est un édifice de deux niveaux. À l'intérieur, le Blason de Castelserás est un tableau du peintre Francisco Marín Bagüés. L'œuvre, peinte en 1917, représente une jeune fille (la nièce du peintre) tenant le blason de la ville.
Le palais de la Commanderie (Palacio de la Encomienda en espagnol), construit et aménagé aux XIVe et XVe siècles, appartenait aux chevaliers de l'ordre de Calatrava. Le musée de Botanique et le musée de Peinture se partagent les lieux.
La maison de la Confrérie (Casa de la Cofradía en espagnol) a servi successivement de mairie, d'école publique et de maison particulière.
La maison des Secanellas est une maison seigneuriale, construite au XVIIe siècle.
Le pont sur le río Guadalope est un édifice particulièrement ancien. La construction originale est probablement due aux Romains, mais elle a subi de profondes modifications principalement aux époques médiévale et moderne. Chaque pile du pont supporte un édifice particulier : la chapelle Saint-Pascal (Capilla de San Pascual en espagnol), décorée par le sculpteur local Juan José Vaquero, la chapelle de la Vierge du Pilier (Capilla de la Virgen del Pilar en espagnol), et la chapelle de la Vierge de Guadalupe (Capilla de la Virgen de Guadalupe en espagnol).

## Culture

### Langue
Castelserás appartient à l'aire castillanophone, quoique les linguistes remarquent un résidu considérable de l'aragonais. La langue castillane se caractérise par l'absence de seseo, de yéisme et d'aspiration. L'influence de l'aragonais se retrouve dans la conservation des occlusives sourdes intervocaliques, sonorisées après une nasale, la conservation des mots commençant par pl-, l'affaiblissement de ge, i et y en ch, ou encore l'utilisation d'un lexique aragonais.
Il est également notable que le village se situe à la limite avec l'aire catalanophone de l'Aragon, une variante du catalan occidental étant parlé dans les villages voisins de la haute vallée du Mezquín, Belmonte, Torrevelilla et La Codoñera. Des liens existent entre les parlers castillan et catalan de la région.